# Waltherhornia
Waltherhornia is een geslacht van kevers uit de familie van de loopkevers (Carabidae). De wetenschappelijke naam van het geslacht is voor het eerst geldig gepubliceerd in 1934 door Olsoufieff.

## Soorten
Het geslacht Waltherhornia is monotypisch en omvat slechts de volgende soort:
- Waltherhornia speculifera (W.Horn, 1934)